# Штамп (інструмент)

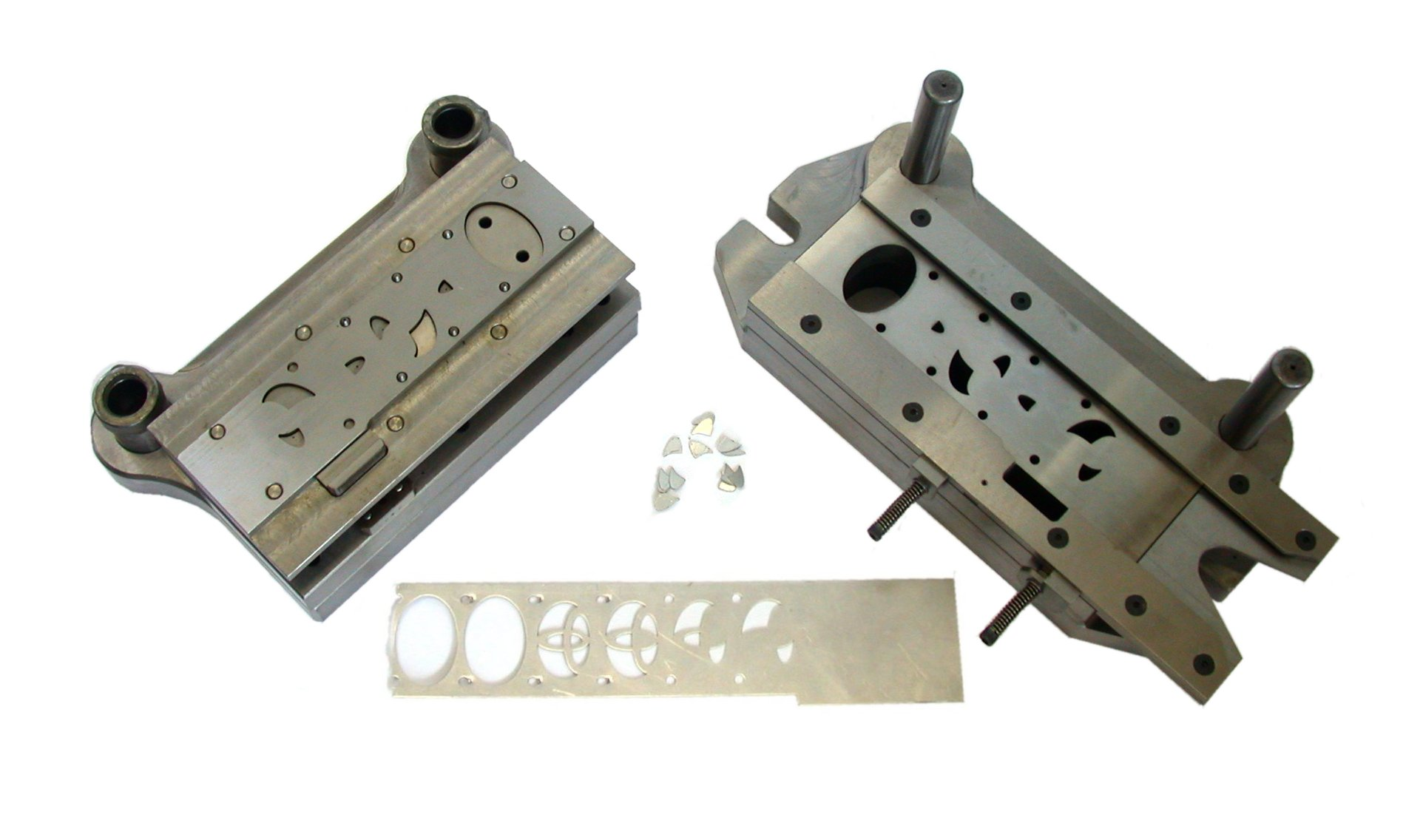
Штамп і продукція штампування

Штамп — технологічне оснащення за допомогою якого заготовка набуває форми та (або) розмірів, що відповідають поверхні або контуру робочих елементів штампа. Технологічний процес або операції виготовлення деталей у штампах носить назву — штампування.

## Принцип дії
Штампи пластично деформують і (або) розділяють матеріал заготовки, надаючи йому форму робочої частини штампа. Штамп встановлюється на обладнання для штампування — преси або молоти, які і приводять штампи в дію. Деформування металу здійснюється шляхом відносного зміщення робочих елементів штампа. При штампуванні на молотах таких робочих елементів зазвичай два: верхня половина штампа прикріплюється до баби молота, і нижня половина — до шабота (ковадла) молота.
Щоб деталь легше витягувалася з порожнини штампа, на бічних поверхнях порожнини роблять штампувальні ухили. Ухили можуть бути зменшені, якщо в штампі передбачені виштовхувачі, що примусово видаляють поковку з порожнини штампа. При штампуванні деталей складної конфігурації в закритих штампах для забезпечення можливості видалення поковки з порожнини штампа число робочих елементів збільшують і штамп може мати декілька площин розняття.

## Класифікація
Розрізняють відкриті штампи, у яких зазор між робочими елементами зменшується в процесі деформації заготовки, і закриті штампи, в яких цей зазор не змінюється. У відкритих штампах метал при деформації частково витісняється у зазор, утворюючи облой, що видаляється у подальшому в спеціальних обрізних штампах. Для реалізації поступового наближення форми заготовки до форми деталі у відкритих штампах роблять декілька порожнин (рівчаків), в яких заготовка послідовно деформується за відповідне число ходів рухомої частини штампа (штампи послідовної дії). Інколи ці рівчаки виготовляють в окремих штампах для виконання однієї чи кількох однойменних технологічних операцій на одній позиції за один хід рухомої частини штампа (штампи простої дії), і тоді заготовка послідовно передається від одного штампа до іншого. 
За технологією штампування бувають:
- штампи для холодного штампування;
- штампи для гарячого штампування.

За видом обладнання, на якому використовуються штампи вони бувають:
- молотові штампи;
- штампи для пресів;
- інші.

### Молотові штампи
Цей вид штампів відрізняється невеликою кількістю деталей, так як формування відбувається в рівчаках. Штамп складається з двох масивних половин, прикріплених до баби і шабота молота за допомогою хвостовиків типу «ластівчин хвіст». Дві половини завжди повністю збігаються по поверхні розняття штампу (ПРШ). На ПРШ можуть бути декілька рівчаків:
- Остаточний (чистовий). Має форму готової поковки і розташований в центрі тиску штампа.
- Висадочний, протяжний і підкатний. Заготівельні рівчаки, які оптимізують форму заготовки, наближаючи її форму до форми кінцевого продукту. Розташовуються по кутах штампа.
- Відрубний. Розділяє заготовку. Також розташований в одному з кутів штампа.
- Згинальний. Згинає заготовку.
- Осадковий. «Сплющує» заготовку, також наближаючи її форму до кінцевого продукту. Зазвичай має плоску форму і зветься «майданчик для осадки»

### Штампи для пресів
Найпоширенішими є штампи для листового штампування. Якраз вони мають найхарактернішу конструкцію, яка включає:
- дві плити, верхня з яких за допомогою циліндричного хвостовика приєднується до повзуна, нижня ж встановлюється на стіл преса;
- робочі деталі — пуансон і матриця різноманітних конструктивних виконань;
- від двох до чотирьох напрямних по кутах плит.

Штампи для листового штампування поділяються за технологічним ознаками в залежності від виконуваних операцій — вирубні, згинальні, витяжні тощо.
Втім, існують і інші конструкції штампів. Приміром, штампи для кривошипних гарячештампувальних пресів (КГШП) складаються з верхнього і нижнього блоків, оснащених штовхачами, в пази яких вставляються рівчакові вставки (штамп зі знімними робочими елементами — штамп, в якому передбачена заміна пуансона та матриці чи їх частин).
Штампи для холодного штампування в залежності від числа виконуваних операцій бувають простої дії (виконують одну операцію) і багатоопераційні. Останні поділяються на штампи послідовної дії і штампи суміщеної дії (різні операції виконуються в одній позиції).